# Meccanismo
Un meccanismo, secondo la nomenclatura proposta dalla IFToMM (International Federation for Theory of Machines and Mechanisms), può essere inteso in una doppia accezione:
1. Sistema di corpi progettato per convertire il moto di, e le forze agenti su, uno o più corpi, in un movimento determinato di, e forze agenti su, altri corpi.
2. Catena cinematica con uno dei suoi componenti fisso (il componente fisso è detto Telaio o ponte).

Allo scopo di una migliore comprensione è d'obbligo fare luce sulla distinzione che ricorre fra macchine e meccanismi: una macchina può essere costituita da uno o più meccanismi (ciascuno dei quali può essere considerato come sub-sistema).

Un esempio di macchina formata da un unico meccanismo è la leva (un'asta rigida fulcrata in un punto qualsiasi). La leva è considerata dunque macchina se utilizzata per compiere un'azione quale sollevamento di un peso o qualsivoglia funzione, mentre è considerata come meccanismo se studiata ai fini dell'esplicitazione della relazione che intercorre fra gli spostamenti dei punti in corrispondenza dei quali sono applicate la forza motrice e quella resistente.